# Italy Star
La Italy Star (Stella d'Italia) è una medaglia istituita dal Commonwealth Britannico per commemorare il servizio prestato nella seconda guerra mondiale.  
È una delle otto stelle commemorative di campagne della seconda guerra mondiale. 

## Criteri di eleggibilità

### Esercito
La medaglia fu conferita a chi aveva prestato servizio operativo in Italia, Grecia, Jugoslavia, Pantelleria, Dodecaneso, Isola d'Elba e nell'area dell'Egeo tra l'11 giugno 1943 e l'8 maggio 1945.
Altre aree che qualificavano per la concessione sono:
- Sicilia, tra l'11 giugno e il 17 agosto del 1943,
- Sardegna, tra l'11 giugno e il 19 settembre del 1943,
- Corsica, tra l'11 giugno e il 4 ottobre del 1943.

Entrare in territorio austriaco durante gli ultimi giorni della Seconda guerra mondiale qualificava per questa medaglia.

### Marina
Il servizio prestato a bordo qualificava per il conferimento della Italy Star solo dopo il completamento dei sei mesi previsti per ottenere la 1939-1945 Star.
Dava diritto alla medaglia il servizio prestato nella Royal Navy e nella Marina Mercantile, dopo l'11 giugno 1943, nel Mediterraneo, nell'Egeo e in operazioni all'interno ed attorno a Dodecaneso, Corsica, Grecia, Sardegna e Jugoslavia.
Al personale della Marina di stanza a terra si applicavano i criteri di qualificazione dell'esercito.

### Aviazione
Erano qualificati gli equipaggi degli aerei che avevano effettuato almeno una missione operativa contro il nemico all'interno del teatro del Mediterraneo, comprese le sortite sull'Europa da basi nell'area del Mediterraneo.

## Insegne

### Medaglia
È una stella a sei punte di metallo giallo (una lega di zinco e rame), alta 44 mm e con una larghezza massima di 38 mm.
Diritto
Al centro il Monogramma reale di Giorgio VI sormontato dalla corona reale e circondato da un cerchio contenente l'iscrizione "The Italy Star".
Rovescio
Liscio; quelle conferite ad australiani e sudafricani hanno il nome del ricevente impresso.

### Nastrino
Strisce verticali di pari larghezza di colore rosso, bianco, verde, bianco e rosso, a rappresentare la bandiera italiana.
Si ritiene che il nastro di questa medaglia, come quelli delle altre stelle commemorative della Seconda guerra mondiale, sia stato disegnato da re Giorgio VI.

### Barrette
Nessuna

## LaItaly Star Association 1943-45
È una fiorente associazione nel Regno Unito, la cui principale riunione si tiene a Chichester, ogni anno a maggio, e prevede una cerimonia commemorativa nella Cattedrale di Chichester  e una parata nella città. 
I membri inoltre prendono parte ogni anno alla marcia dal Cenotafio a Londra, nel Remembrance Day.
Il motto dell'associazione recita: